# Jonathan Filewich
Jonathan Filewich (* 2. Oktober 1984 in Kelowna, British Columbia) ist ein kanadischer Eishockeyspieler, der seit 2010 beim KHL Medveščak Zagreb in der Österreichischen Eishockey-Liga unter Vertrag steht.

## Karriere
Jonathan Filewich begann seine Karriere als Eishockeyspieler in der kanadischen Juniorenliga Western Hockey League, in der er von 2000 bis 2005 für die Prince George Cougars und Lethbridge Hurricanes aktiv war. In diesem Zeitraum wurde er im NHL Entry Draft 2003 in der dritten Runde als insgesamt 70. Spieler von den Pittsburgh Penguins ausgewählt. In drei Jahren im Franchise Pittsburgh absolvierte er während der Saison 2007/08 fünf Spiele in der National Hockey League und verbrachte die restliche Zeit in dessen Farmteam aus der American Hockey League, den Wilkes-Barre/Scranton Penguins. Mit dem Farmteam scheiterte der Filewich 2008 in den Finalspielen um den Calder Cup an den Chicago Wolves.
Nachdem Filewich auch die Saison 2008/09 bei Wilkes-Barre/Scranton begonnen hatte, wurde er am 19. Dezember 2008 im Tausch gegen ein Sechstrundenwahlrecht für den NHL Entry Draft 2010 an die St. Louis Blues abgegeben, kam bis Saisonende aber nur in deren AHL-Farmteam, den Peoria Rivermen, zum Einsatz. Zur Saison 2009/10 unterschrieb der Kanadier beim EC Red Bull Salzburg aus der Österreichischen Eishockey-Liga, bevor er 2010 zum KHL Medveščak Zagreb wechselte.

### International
Für Kanada nahm Filewich an der U18-Junioren-Weltmeisterschaft 2002 teil, bei der er mit seiner Mannschaft den sechsten Platz belegte.

## Erfolge und Auszeichnungen
- 2003 CHL Top Prospects Game
- 2007 AHL All-Star Classic
- 2010 IIHF-Continental-Cup-Gewinn mit dem EC Red Bull Salzburg
- 2010 Österreichischer Meister mit dem EC Red Bull Salzburg

## NHL-Statistik
(Stand: Ende der Saison 2008/09)